# Gásadalur
Gásadalur (dánul: Gåsedal) település Feröer Vágar nevű szigetén. Közigazgatásilag Sørvágur községhez tartozik.

## Földrajz
A falu Vágar nyugati részén, a Mykinesfjørður peremén fekszik. A sziget legmagasabb hegyei veszik körül: az Árnafjall 722 méterre magasodik északon, a településről keletre fekvő Eysturtindur pedig 715 méter magas. Szép kilátás nyílik innen Mykinesre, Tindhólmurra és Gáshólmurra.

## Történelem
Gásadalur egy legenda szerint egy Gasa nevű asszonyról kapta a nevét. Gasa egy gazdag kirkjubøuri nő volt a 12. században. Ő birtokolta fél Streymoyt, de amikor kiderült, hogy böjt idején húst evett, birtokát elvesztette az egyház javára. Ezután költözött Vágarra. A falu első írásos említése az 1350-1400 között írt Kutyalevélben található.
1833-ban alapították meg a falu területének északi részén Víkart, amely azonban 1910-re a kedvező gazdálkodási körülmények ellenére is elnéptelenedett, mivel megközelítése nagyon nehéz volt.
1940-ben lépcsőt építettek a tengerpartról a faluba, amely jóval feljebb fekszik. A települést elnéptelenedés fenyegette, ezért 2006-ban kifúrták a Gásadalstunnilin alagutat, amely bekapcsolja a sziget közúthálózatába.
2005. január 1-je óta Sørvágur község része, előtte Bøur községhez (Bíggjar kommuna) tartozott.

## Népesség

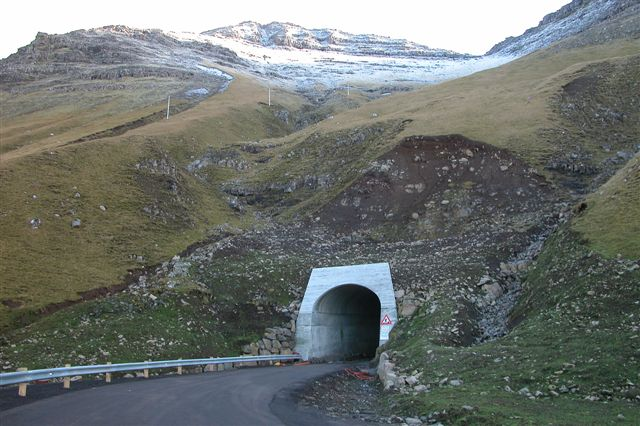
A Gásadalstunnilin bejárata

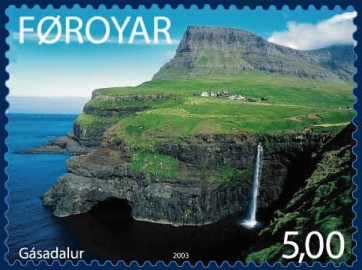
Gásadalur fekvése

| Év              | Lakosság |
| --------------- | -------- |
| 1986. január 1. | 20       |
| 1991. január 1. | 18       |
| 1996. január 1. | 15       |
| 2001. január 1. | 12       |
| 2006. január 1. | 14       |

## Közlekedés
A települést a 2006-ban átadott, egysávos Gásadalstunnilin alagút köti össze Bøurral és rajta keresztül a sziget többi településével.

## Kultúra
Gásadalur világtól való elzártságát az 1700 meter fra fremtiden (1700 méterre a jövőtől) című dokumentumfilm is megörökítette.